# Гойчу (река)
Гойчу (чечен. Гlой-чу)— река в России, протекает по территории Урус-Мартановского и Грозненского районов Чеченской Республики. Длина реки составляет 14 км. Площадь водосборного бассейна — 35,4 км².
Начинается в буковом лесу к западу от горы Мескендук. Течёт сначала на север, до подножия горы Тамыш, затем поворачивает на восток. Устье реки находится в 46 км по левому берегу реки Аргун у села Чишки.

## Данные водного реестра
По данным государственного водного реестра России относится к Западно-Каспийскому бассейновому округу, водохозяйственный участок реки — Сунжа от города Грозный до впадения реки Аргун. Речной бассейн реки — Реки бассейна Каспийского моря междуречья Терека и Волги.
Код объекта в государственном водном реестре — 07020001212108200005986.